# 临岐镇
临岐镇，中国浙江省西北部淳安县下辖的一个镇。

## 辖区
该镇
范村村、吴峰村、新华村、左源村、叶家畈村、临岐村、梅口村、仰韩村、高峰村、新溪村、里口村、夏中村、溪口村、审岭脚村、半夏村、右源村和五庄村。